# Kegelspiel-Radweg

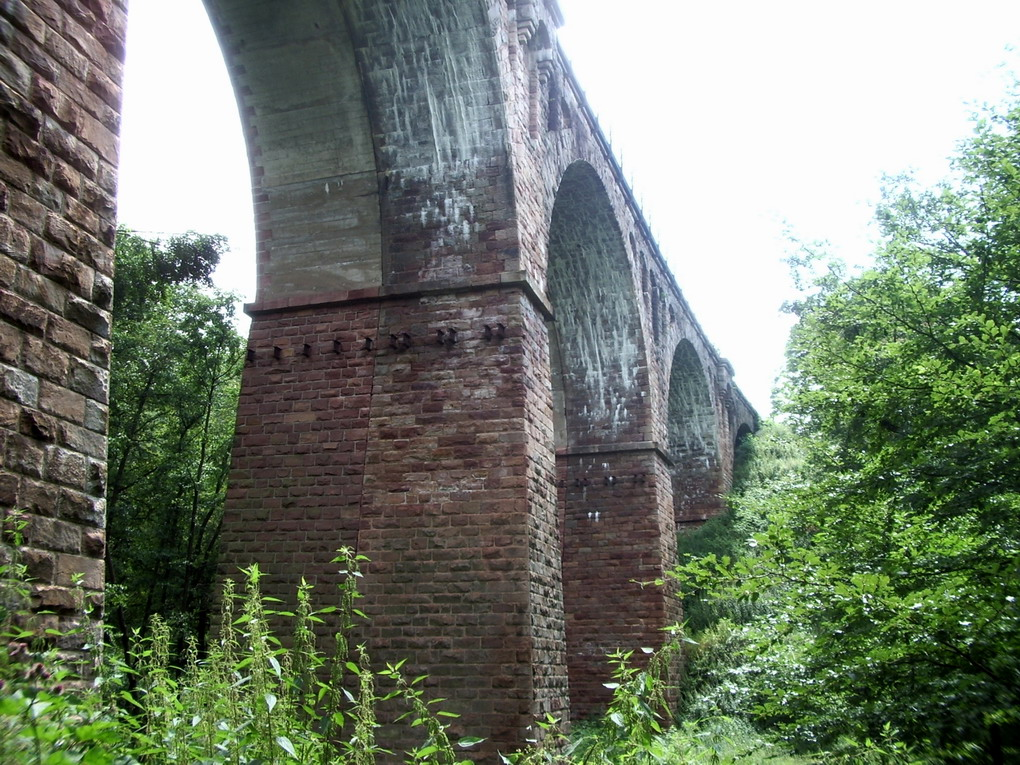
Das Viadukt bei Klausmarbach

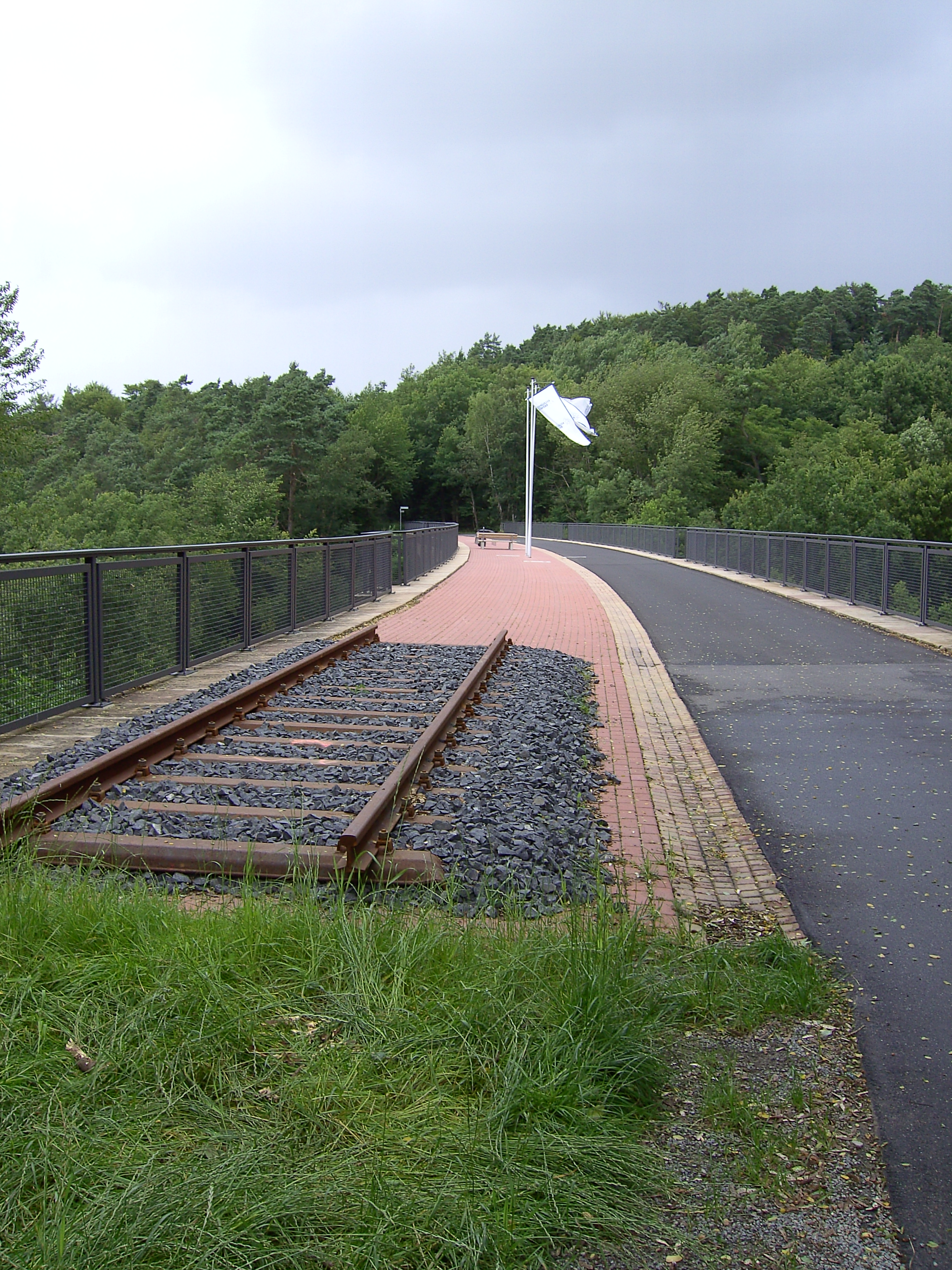
Kegelspiel-Radwanderweg über den Klausmarbacher Viadukt

Auf 27 Kilometern Länge führt der Kegelspiel-Radweg von Hünfeld nach Rasdorf quer durch das Hessische Kegelspiel. Er nutzt weitgehend die ehemalige Bahnstrecke Hünfeld–Wenigentaft-Mansbach. Die offizielle Eröffnung des Bahntrassenradweges war am 27. April 2007.

Start- und Endpunkt der Strecke liegen bei ca. 250 m über NN, Scheitelpunkt war der alte Bahnhof von Eiterfeld-Leibolz in einer Höhe von 359,86 m über NN.

## Stationen der Strecke
Entlang des Radwegs sieht man zahlreiche historische Andenken an die damalige Bahnverbindung, ehemalige Bahngebäude, Schienen, Signalanlagen und – als besonderes Highlight am ehemaligen Ostbahnhof Burghaun – einen historischen Eisenbahnwaggon, welcher komplett restauriert und als Café ausgebaut wurde.
Der Kegelspielradweg verbindet das Haunetal mit dem Ulstertal und den entsprechenden Radwegen Haunetalradweg bzw. Ulsterradweg. Es ist in dem ansonsten sehr hügeligen Gelände nur eine geringe Steigung von 1,7 Prozent zu überwinden, ausgenommen einige kurze Stücke, die aus Naturschutzgründen umfahren werden müssen. Zwischen Treischfeld und Wenigentaft wird die frühere Innerdeutsche Grenze überquert.
Stationen der Strecke: Hünfeld – Gruben – Burghaun – Klausmarbach – Steinbach – Betzenrod – Eiterfeld – Leibolz – Großentaft – Grüsselbach – Rasdorf

## Geschichte

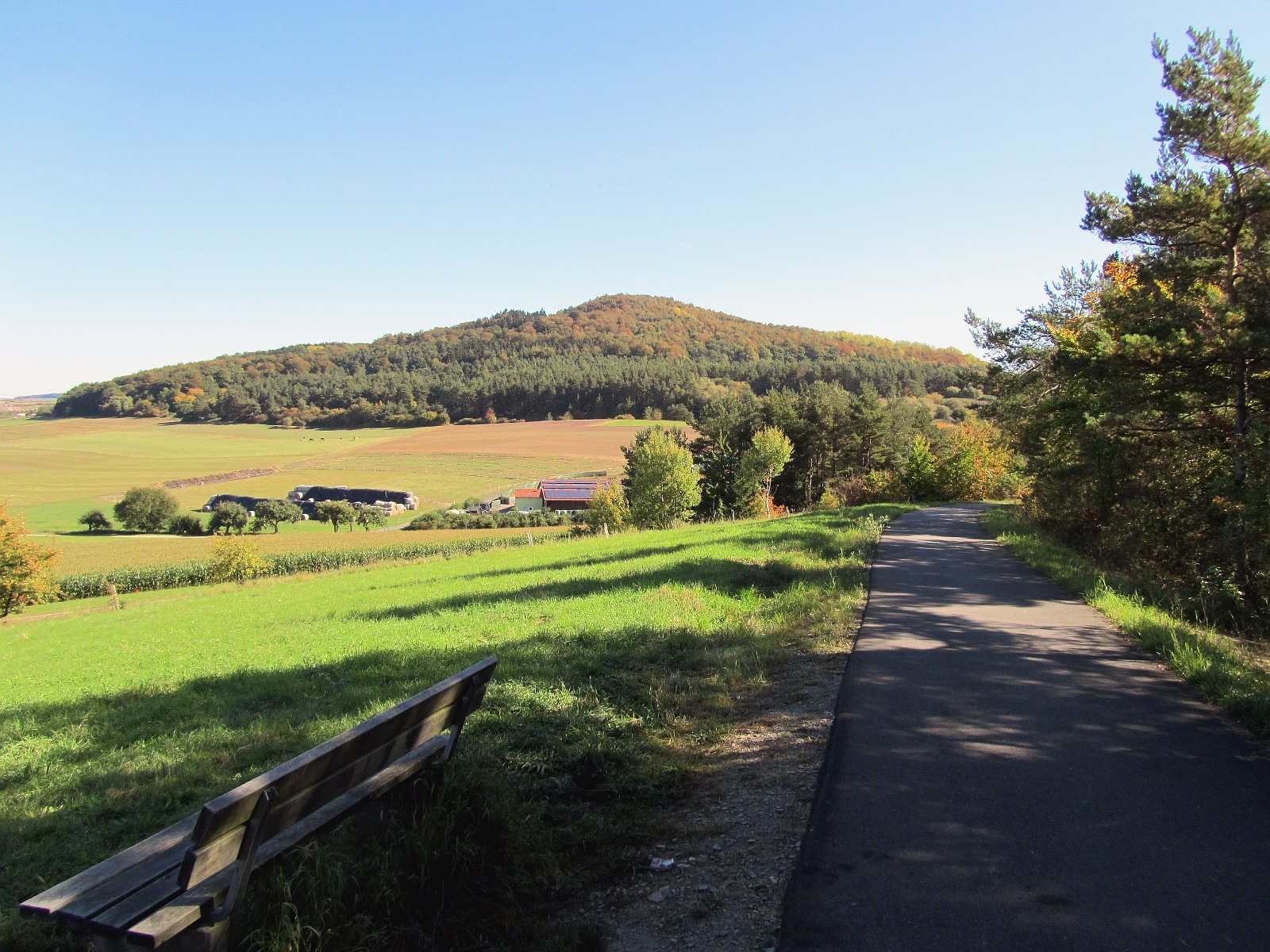
Herbstblick vom Kegelspielradweg südlich Eiterfeld auf den 465 m hohen Lichtberg

Auf der Bahnverbindung verkehrten von 1906 bis zur endgültigen Streckenstilllegung 1992 Personen- und zuletzt nur noch Güterzüge, da die Strecke ihre Bedeutung durch die deutsche Teilung weitgehend verloren hatte. Im Volksmund erhielt die Bahn den Namen „Die Bimbel“, da sich die Züge in frühen Jahrzehnten durch eine Glocke auf der Lok mit ständigem Gebimmel an Bahnübergängen und Haltestellen ankündigten (vgl. Pängel Anton in Westfalen).
Ein in den 30er Jahren geplanter zweigleisiger Ausbau wurde während der Kriegsjahre 1942 eingestellt. In dieser Zeit erhielt das imposanteste Bauwerk der Strecke sein heutiges Aussehen, das Viadukt bei Klausmarbach.

## Erlebnispunkte an der Strecke

### Burghauner Cafe
Unter anderem ist ein historischer Eisenbahnwagon und eine Signalanzeige auf Kilometer 4,3 restauriert worden. Der Wagon wird jetzt als Café mit Biergarten genutzt.

### Viadukt Klausmarbach
Eine weitere Sehenswürdigkeit an der Strecke ist der Viadukt bei Klausmarbach, eine 32 Meter hohe Sandsteingewölbebrücke, die in fünf jeweils 18 Meter breiten Bögen das Tal überspannt. Diese Brücke wurde 1938 durch ein sandsteinverblendetes Betonbauwerk verbreitert, um eine Zweigleisigkeit der ehemaligen Bahnstrecke zu ermöglichen.

### Erlebnisrastplatz „Grillplatz Steinbach“
Durch den Förderverein „Siegels-Steinbruch-Steinbach“ am Radweg eingerichteter Rastplatz in einem alten Sandsteinbruch nahe Steinbach. Es gibt diverse Sitzgelegenheiten, eine hölzerne Spaßkegelbahn und einen Spielplatz.

### Das OFFENE BUCH

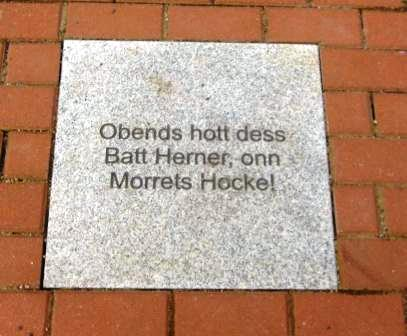
Mundarttafel auf dem Klausmarbacher Viadukt

Mit Eröffnung der Radsaison 2009 wurde am 4. April die neue Attraktion „Das OFFENE BUCH entlang des Kegelspielradweges“ vorgestellt. An 22 Stationen des Radweges wurden typische Redewendungen in Rhöner Mundart angebracht.

## Realisierung
Der Kegelspielradweg wurde von 2005 bis 2007 durch die Arbeitsgemeinschaft Kegelspielradweg mit einem Kostenaufwand von ca. 5,3 Millionen € errichtet. Der Arbeitsgemeinschaft gehören die Stadt Hünfeld, die Marktgemeinden Eiterfeld und Burghaun sowie die Gemeinde Rasdorf an. Möglich wurde der Bau insbesondere durch eine großzügige finanzielle Unterstützung des Landes Hessen. Auch der Landkreis Fulda hat sich an den Baukosten des kommunalen Anteils der Arbeitsgemeinschaft beteiligt.